# Titanoeca altaica
Titanoeca altaica är en spindelart som beskrevs av Song och Zhou 1994. Titanoeca altaica ingår i släktet Titanoeca och familjen stenspindlar. Inga underarter finns listade i Catalogue of Life.